# 고정운
고정운(한국 한자: 高正云, 1966년 6월 27일 ~ )은 대한민국의 전 축구 선수이자 현 지도자 및 해설위원으로 현 K리그2 김포 FC의 감독을 맡고 있으며 현역 시절 성남 FC, 세레소 오사카, 포항 스틸러스에서 활약했다.

## 개요
전라북도 완주군 출생으로 삼례중앙초등학교, 전주해성중학교,  이리고등학교, 건국대학교를 졸업하였다. 선수 시절 소속 구단인 일화 천마의 마스코트가 '천마'인 점과 빠른 스피드와 상대 골 에리어로 헤집고 들어가는 저돌적인 모습에 착안하여 '적토마'라는 별명이 붙었다. 타고난 파이팅과 특유의 파워를 이용한 돌파력과 몸싸움에 능하여 '코뿔소'라는 별명으로 불리기도 한다.

## 클럽 경력
1989년 일화 천마에서 프로 무대에 데뷔하여, 그 해 K-리그 신인상을 받게 되었으며 당시 일화는 본인(고정운), 고정운과 중학교 시절부터 호흡을 맞춘  유승관 등 호남권 출신 신인 선수들에 대한 우선지명권을 부여했으나 문선명 일화  구단주의 반발과 로비 때문에 연고지가 전라도에서 서울 강북으로 수정됐으며 호남 출신 선수 우선지명권은 그대로 유지됐다. 1993년부터 1995년까지 일화 천마의 K리그 3연패에 크게 공헌하였다. 특히, 1994년에는 K리그 MVP를 차지하였다. 1992년 9월 19일 현대 호랑이와의 경기에서 K-리그 통산 5번째로 20-20클럽에 가입하였고, 1994년 10월 26일 현대 호랑이와의 경기에서 K리그 통산 2번째로 30-30클럽에 가입하였다. 1997년 J리그의 세레소 오사카로 옮겨 활약했다가, 1998년 7월 K리그의 포항 스틸러스로 이적하였는데 한때 일화 복귀가 있었지만 연봉 문제 때문에  좌절됐다. 1998년 9월 5일 전남 드래곤즈와의 홈 경기에서 K리그 역대 최초로 40-40클럽에 가입하였다.
그러나, 1999년 교통사고로 십자인대 부상을 당한 후 하락세를 맞았고  결국 2001년 4경기만 뛴 뒤 같은 해  8월 5일, 'K-리그 올스타전'을 끝으로 공식적으로 선수 생활을 은퇴하였다.

## 국가대표팀 경력
1989년 5월 23일, FIFA 월드컵 예선에서 싱가포르와의 경기로 A매치 데뷔전을 치렀다. 1994년 FIFA 월드컵, 1996년 AFC 아시안컵 등의 많은 대회에서 뛰었으며 1997년까지 A매치 77경기에서 10골을 넣었다. 1998년 11월 13일 베이징에서 있었던 중국 프로 선발팀과의 친선경기에 출전하였으며 이 경기는 사실상 대표팀간의 경기였지만 프로 선발팀 명목으로 출전하였기 때문에 공식 A매치로 인정받지 못하였다.

## 지도자 경력
은퇴 후, 2003년에는 선문대학교 2대 감독을 역임하였고, 2004년에는 전남 드래곤즈의 코치에 선임되었다. 2005년부터 FC 서울의 코치로 활동했고, 2008년 성남 일화 천마 유소년팀 코치로 옮겨 활동하였다.
2017년 11월 9일 FC 안양의 신임 감독으로 내정되었다. 하지만 선임 1년만에 안양의 감독에서 물러났다.
2020시즌을 앞두고 김포 FC의 감독으로 부임했다.

## 기타
2014년부터 2017년까지 SPO TV의 축구 해설위원으로 활동하였다.

## 경력 목록

### 클럽 경력
- 1989년 ~ 1996년  일화 천마 / 천안 일화 천마
- 1997년 ~ 1998년  세레소 오사카
- 1998년 ~ 2001년  포항 스틸러스

### 국가대표팀 경력
- 1994년 FIFA 월드컵 대표
- 1996년 AFC 아시안컵 대표

### 지도자 경력
- 2003년 선문대학교 감독
- 2004년 전남 드래곤즈 코치
- 2005년 ~ 2006년 FC 서울 코치
- 2008년 성남 일화 천마 유소년 코치
- 2010년 ~ 2011년 풍생고등학교 감독
- 2018년 FC 안양 감독
- 2020년 ~ 김포 시민축구단 감독

## 수상 내역

### 개인
- 1989년 K-리그 신인상 수상
- 1991년 K-리그 베스트 11 선정
- 1994년 K-리그 베스트 11 선정
- 1994년 K-리그 MVP 수상
- 1994년 K-리그 도움상 수상
- 1995년 K-리그 베스트 11 선정
- 1999년 K-리그 베스트 11 선정

### 클럽

#### 일화 천마 / 천안 일화 천마
- K-리그 우승 3회 (1993년, 1994년, 1995년)
- K-리그 준우승 1회 (1992년)
- 아디다스 컵 우승 1회 (1992년)
- 아디다스 컵 준우승 1회 (1995년)
- 아시아 클럽 챔피언십 우승 1회 (1995년)
- 아시아 슈퍼컵 우승 1회 (1996년)

#### 포항 스틸러스
- FA컵 준우승 1회 (2001년)

### 지도자
개인
- K리그 감독상 (2023년)